# Jüdischer Friedhof (Wilamowice)

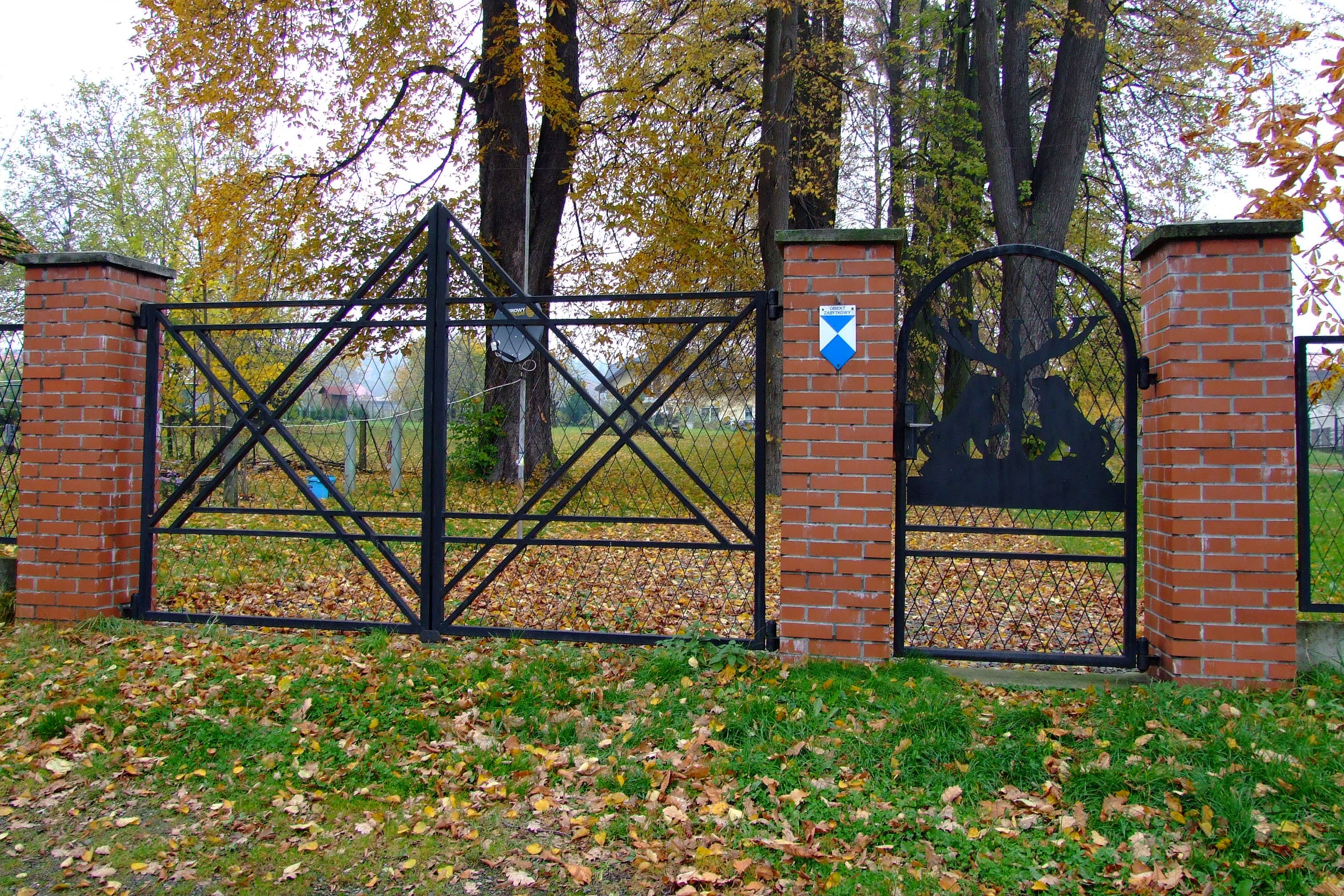
Eingang zum jüdischen Friedhof in Wilamowice

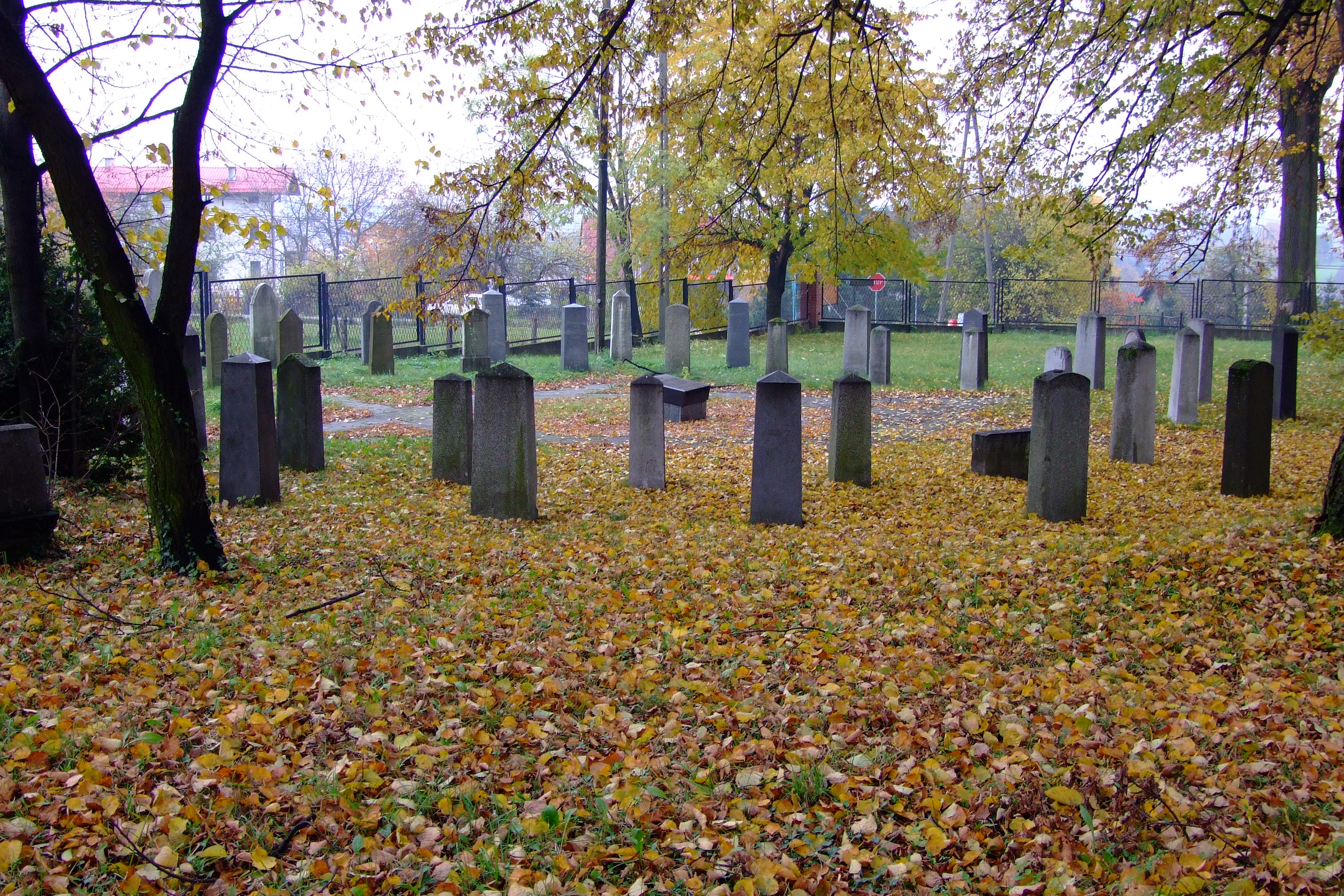
Ansicht des Friedhofs

Der Jüdische Friedhof in Wilamowice (deutsch Wilamowitz), einem Dorf in der Woiwodschaft Schlesien in Polen, wurde 1891 angelegt. Der jüdische Friedhof, auf dem die Juden aus Skoczów, Ustroń, Wisła, Brenna, Pruchna, Górki und anderen Dörfern ihre Toten bestatteten, wurde von deutschen Besatzern im Zweiten Weltkrieg verwüstet. 
Heute sind nur noch circa 50 Grabsteine auf dem Friedhof erhalten.